# Euploea thrasetes
Euploea thrasetes är en fjärilsart som beskrevs av Hans Fruhstorfer 1911. Euploea thrasetes ingår i släktet Euploea och familjen praktfjärilar. Inga underarter finns listade i Catalogue of Life.